# Buga, o Jovem
Buga, o Jovem (Buga as-Sagir) (m. 868), também referido como Buga, o Copeiro (Buga ax-Xarabi), foi um líder militar sênior de origem turca de meados do século IX no Califado Abássida. Serviu sob o califa Mutavaquil (r. 847–861) no Azerbaijão, mas depois liderou a conspiração entre as tropas turcas que mataram o califa. Intimamente ligado a outro oficial turco, Uacife, Buga manteve poder na corte sob os califas Almontacir (r. 861–862) e Almostaim (r. 862–866), durante a Anarquia de Samarra. Ele caiu em desgraça sob Almutaz (r. 866–869), que ressentia de sua influência e seu papel no assassinato de Mutavaquil, seu pai. Em 868, Buga foi preso e executado sob ordens do califa.